# منبسط درج

مُنْبَسَطُ الدرج أو قُرْصُ الدرج هو منصة أفقية في الدرج تربط قَلْبَتين منه ذواتي زاويتين مختلفتين في بيت الدرج.